# Паскаль Лене
Паскаль Лене (фр. Pascal Lainé; 10 травня 1942, Ане, Ер і Луар — 30 грудня 2024, Париж) — французький романіст і письменник.
Отримав премію Медічі (1971 за роман «Ірреволюція»), так і Гонкурівську премію (1974 за роман «Мереживниця»), опублікував понад 20 романів, писав для телебачення, театру та кіно.

## Із життєпису
Одужавши від дитячих хвороб, Лене відкрив для себе романістів Олександра Дюма і Віктора Гюго, але в школі він зосередився на філософії та історії, ставши завзятим прихильником Іммануїла Канта, Моріса Мерло-Понті та Мартіна Гайдеггера. Він також був схильний до марксизму (як з переконання, так і з бажання розірвати з батьками) і вибрав російську мову як свою другу іноземну мову, що дозволило йому читати Антона Чехова та Федора Достоєвського в оригіналі.
Лене вивчав філософію в l'École normale supérieure de Saint-Cloud і розпочав свою кар'єру вчителем спочатку в Lycée de Saint-Quentin, а пізніше в Парижі у Ліцеї Людовика Великого. Потім він став професором у 1974 році в Інституті університету технологій у Вілленеузі. В цей час він є адміністратором в драматичних проєктах Société des auteurs et compositeurs (SACD).

## Фільми за творами Паскаля Лене
- 2005 : «Ейфель. Правдива історія» — французький документально-художній фільм 2005 року режисера Саймона Брука[en] на основі роману «Таємниця Ейфелевої вежі».